# Köttbullar

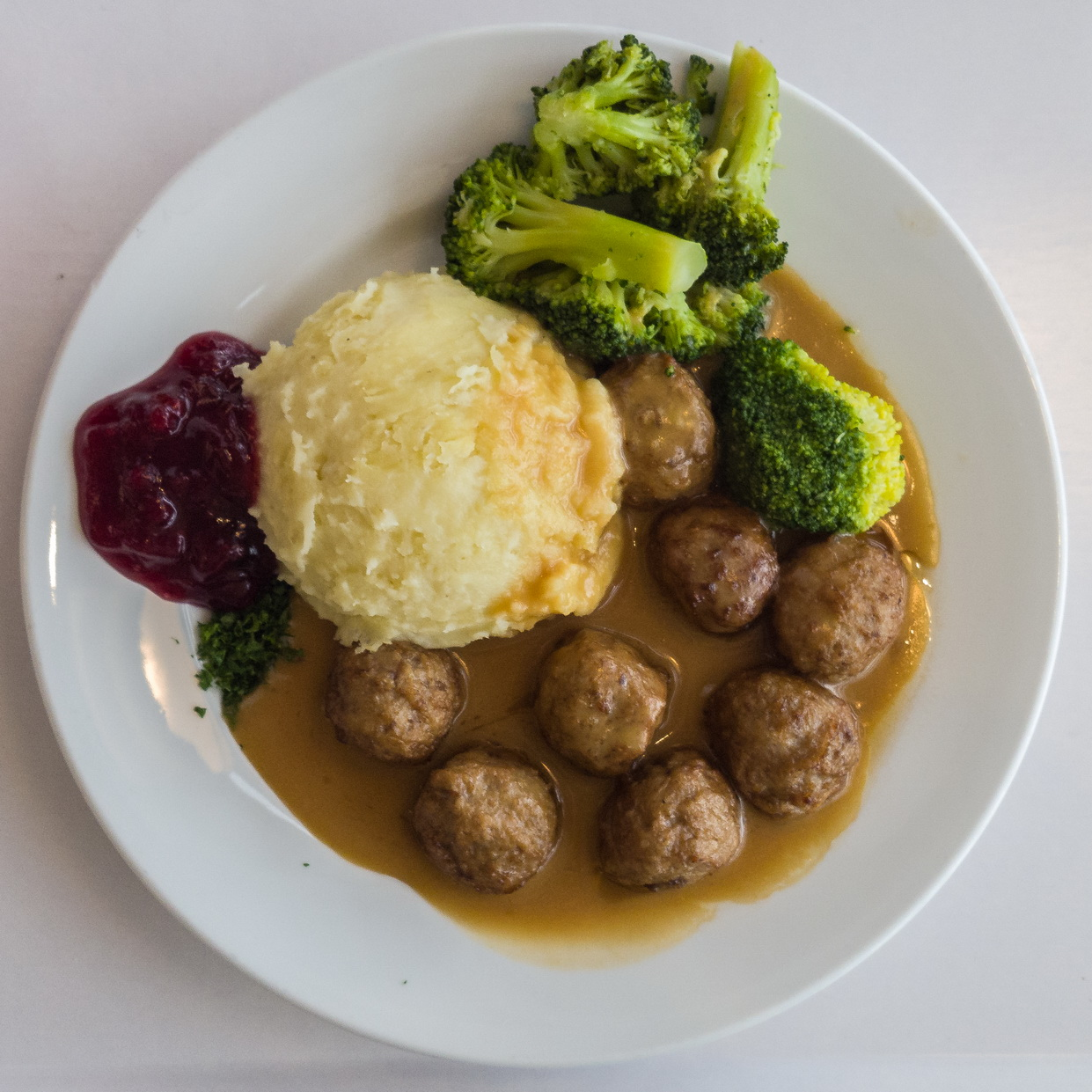
Köttbullar mit Kartoffelpüree, Broccoli und Preiselbeeren

Köttbullar (Aussprache im Schwedischen: [ˈɕœtːˌbɵlːar] ⓘ) sind traditionelle schwedische Fleischbällchen, die gebraten, typischerweise mit Preiselbeerkompott oder -marmelade, Sahnesauce und Salzkartoffeln oder Kartoffelpüree zubereitet werden. In deutscher Übersetzung entspricht kött-bullar sinngemäß Fleisch-Brötchen (Plural).

## Geschichte
Laut einer Stellungnahme der schwedischen Regierung vom April 2018 basieren die schwedischen Fleischbällchen auf einem Rezept, das König Karl XII. aus dem Osmanischen Reich mitbrachte, wo er sich Anfang des 18. Jahrhunderts für fünf Jahre aufgehalten hatte. Der König musste nach der Niederlage gegen die Russen im Exil leben und floh in das Osmanische Reich. Somit hätten Köttbullar einen türkischen Ursprung, was ihre Ähnlichkeit zur Köfte aus der türkischen Küche erklärt. Diese Darstellung wurde jedoch von dem schwedischen Ernährungshistoriker Richard Tellström in der Zeitung Dagens Nyheter als moderner Mythos zurückgewiesen. Er erläuterte in dem Artikel näher, dass diese Fleischbällchen in Schweden bereits vor der Gefangensetzung des schwedischen Königs im Osmanischen Reich bekannt waren, allerdings unter der Bezeichnung frikadell. Erstmals erscheint der Ausdruck köttbulle für diese Fleischbällchen in einem Kochbuch von Anna Christina Warg (genannt: Cajsa Warg) aus dem Jahr 1755. Sie weist darauf hin, dass diese kleinen Klopse sowohl aus Kalbsfleisch als auch aus Fleisch vom Schaf oder vom Ochsen hergestellt werden können: Kiöttbullar giöres på samma sätt som desse små bullar, med hwilka denna ofwanstående rätt bör garneras; dock kunna de giöras af rått kiött så wäl som af stekt, och äfwen af får- eller oxkiött.

## Zubereitung
Zubereitet werden Köttbullar wie Frikadellen, aus fein zerkleinertem Hackfleisch, Ei, Paniermehl und Zwiebeln. Dabei wird das Paniermehl in Milch oder Sahne eingeweicht, die feingehackten Zwiebeln werden vor dem Einarbeiten angedünstet. Gewürzt werden sie mit der Gewürzmischung „Piffi allkrydda“, die aus Pfeffer, Paprikapulver, Selleriesamen, Thymian und weiteren Zutaten besteht. Nachdem die Bällchen in Butter gebraten wurden, kann aus dem Bratensatz eine Sauce hergestellt werden. In Schweden und Finnland werden Köttbullar auch aus Elchfleisch zubereitet. Als kaltes Brotgericht werden sie bei der schwedischen Smörgås-Variation Köttbullesmörgås meist zusammen mit Rote-Bete-Salat gereicht (schwedisch: ‚Köttbullesmörgås med rödbetssallad‘).

## Weltweite Verbreitung
Weltweit sind Köttbullar vor allem durch die Selbstbedienungsrestaurants und Lebensmittelabteilungen der schwedischen Möbelmarktkette IKEA bekannt geworden. Astrid Lindgren setzte ihnen ein literarisches Denkmal als Leibgericht ihrer Kinderbuch-Romanfigur Karlsson vom Dach. In Finnland heißen Köttbullar lihapyörykät oder auch lihapullat, und in der Türkei „İsveç Köftesi“ (schwedische Köfte). In Deutschland werden sie zumeist unter der Originalbezeichnung, manchmal jedoch auch unter der Produktbezeichnung „Frikadellenbällchen schwedischer Art“ angeboten.